# Miko (レゲエシンガー)
miko（ミコ、1995年11月20日 - ）は、ジャマイカ・キングストン生まれ、沖縄県名護市育ちの日本の、レゲエシンガーソングライター。歌手。2013年6月19日、シングル『桜 c/w 大好きハニー feat. RUDEBWOY FACE』で全国デビュー。

## 人物
1995年ジャマイカ・キングストン生まれ。
4歳の時に沖縄へ移る。
中学2年生まで沖縄で過ごした。
2004年沖縄のレゲエ・アーティストU-DOU&PLATYの 3rdシングル『チンサーグー』、U-DOU&PLATY『マミーがサンタにキッスした』、『ジンジン~ホタルちゃん~』、SILVER BUCK『お願いダディ 』に”子役シンガー”として参加していた。
2013年2月6日シングル『桜 c/w 大好きハニー feat. RUDEBWOY FACE』で全国デビュー。  
2013年4月17日ミニアルバム『papamush』をリリース。
2013年6月『志摩レゲエ祭』。に出演。
2014年ジャマイカで開催された『JAPAN FESTIVAL/日本祭り』に出演。
90年代の日本レゲエシーン繁明期を支え、三木道三、 NANJAMANらを輩出したレーベル「JAP jam INTERNATIONAL」が再始動。その第一弾アーティストとして抜擢される。

## ディスコグラフィ

### シングル
1. 桜 c/w 大好きハニー feat. RUDEBWOY FACE （2013年2月6日、PPMCD-001）沖縄限定シングル
  1. 桜
作詞：miko／作曲：miko・Dr.BEATZ
  2. 大好きハニー feat. RUDEBWOY FACE
作詞：Don Devaney (訳詞：miko・RUDEBWOY FACE)／作曲：Don Devaney

### ミニアルバム
1. papamush （2013年4月17日、PPMCD-002）
  1. Intro
作詞：grigri／作曲：grigri
  2. 大好きハニー 
作詞：Don Devaney (訳詞：miko)／作曲：Don Devaney
  3. a wah?
作詞：miko／作曲：miko
  4. 家出 feat. Di Genius
作詞：miko／作曲：miko
  5. 栄光に近道なし
作詞：miko／作曲：miko
  6. はじめてのチュウ
作詞：実川　俊晴／作曲：実川　俊晴
  7. 桜
作詞：miko／作曲：miko・Dr.BEATZ
  8. 大好きハニー feat. RUDEBWOY FACE
作詞：Don Devaney (訳詞：miko・RUDEBWOY FACE)／作曲：Don Devaney

### 配信シングル
1. miko『Ob-La-Di, Ob-La-Da』 （2014年1月22日、papamush / STING MUZIK LTD.）
  - 作詞：miko／作曲：miko
2. miko『Step Up』 （2014年5月14日、papamush / STING MUZIK LTD.）
  - 作詞：miko／作曲：BURN DOWN
3. miko『ライオンのうた』 [7]（2015年5月13日、papamush / STING MUZIK LTD.）
  - 作詞：miko／作曲：RED SPIDER

### 参加作品
1. INFINITY 16『BLUE COVER』 [8][9](2013年06月12日 / UMCF-1091 / ユニバーサル・ファー・イースタン・トライブ・レコーズ)
  - miko 『風になりたい』
  - miko 『夏祭り』
2. V.A 『MAD JAP vol.2』(2013年8月14日 / MAD JAP PRODUCTION / SCORPION INTERNATIONAL)
  - miko 『GO GIRLS GO!』
3. カジノ891『ギッザギザ -GI THE GIZA-』[10](2014年06月18日 / TKCA-74094 / 徳間ジャパン)
  - miko 『knife』
4. U-DOU & PLATY『ティーンエイジャーの恋 feat. miko』(2014年10月10日 / TIGHTEN UP)

### アナログ
1. BOXER KID feat. miko『栄光に近道なし』（2014年9月10日 / JAP jam INTERNATIONAL）
2. miko feat. CHEHON『Ram Pam Pam Pam 』（2014年9月10日 / JAP jam INTERNATIONAL）
3. miko『日本 』（2014年11月26日 / JAP jam INTERNATIONAL）
4. miko『ひと夏の経験 』（2015年8月5日 / JAP jam INTERNATIONAL）